# Phrynus alfonsoi
Espèce
Phrynus alfonsoi est une espèce d'amblypyges de la famille des Phrynidae.

## Distribution
Cette espèce est endémique du Guerrero au Mexique. Elle se rencontre vers Ayutla de los Libres.

## Description
La femelle holotype mesure 11,9 mm.

## Étymologie
Cette espèce est nommée en l'honneur d'Alfonso Chirivi.

## Publication originale
- Joya, 2021 : « Four new species of Phrynus, Lamarck (Arachnida: Amblypygi) from Mexico. » Zootaxa, no 4948(2), p. 151-183.